# Marlyne Barrett
Marlyne Nayokah Barrett (nascida Afflack: 13 de setembro de 1978) é uma atriz norte-americana. Teve um papel recorrente de 2006 a 2008 como Nerese Campbell na série da HBO The Wire e em 2007 teve um papel recorrente como Felicia Marquand na série da FX Damages. Em 2015, juntou-se ao elenco de Chicago Med, da NBC, como Enfermeira Chefe Maggie Lockwood.

## Vida e Carreira
Barrett nasceu Marlyne Nayokah Afflack em Brooklyn, Nova Iorque. Iniciou a sua carreira no teatro e na televisão, antes de trabalhar com Hill Harper na comédia romântica de 2003 Love, Sex and Eating the Bones. No final dos anos 90 do século XX, foi DJ para o canal de TV Musique Plus em Montreal, Canadá. Durante o início dos anos 2000, Barrett teve inúmeros papéis como convidada em séries filmadas na cidade de Nova Iorque, como Law & Order e os spin-offs Law & Order: Special Victims Unit, Law & Order: Trial by Jury e Conviction. De 2006 a 2008, interpretou Nerese Campbell no drama da HBO The Wire, e em 2007 também teve um papel recorrente como a advogada Felicia Marquand na série da FX Damages. Em 2009, Barrett interpretou Thomasina, a eficiente secretária e ajudante de campo, no drama da NBC Kings.
Em 2015, Barrett voltou à televisão como Det. Chris Thompson nos primeiros dois episódios da série da ABC American Crime. Mais tarde no mesmo ano, juntou-se ao elenco de Chicago Med, da NBC, como Enfermeira Chefe Maggie Lockwood. Foi creditada com um papel recorrente nos primeiros treze episódios e promovida para o elenco principal no episódio catorze.

## Vida pessoal
É casada com Gavin Barrett, um pastor da igreja, e têm dois filhos. A 22 de setembro de 2022, Barrett anunciou que tinha sido diagnosticada com cancro do útero e ovários, e que teria que fazer quimioterapia agressiva para combater a doença, antes de realizar uma histerectomia mais tarde nesse ano.

## Filmografia

### Filmes
| Ano  | Título                         | Papel              | Notas                               |
| ---- | ------------------------------ | ------------------ | ----------------------------------- |
| 1999 | Angelique                      | Angelique          | Curta-metragem                      |
| 2000 | The Growing Pains Movie        | Jody               | Filme de TV                         |
| 2001 | Hidden Agenda                  | Airport Stewardess |                                     |
| 2001 | Heist                          | Young Woman        |                                     |
| 2003 | Good Fences                    | Tina               | Filme de TV                         |
| 2003 | Love, Sex and Eating the Bones | Jasmine LeJeune    |                                     |
| 2005 | Hitch                          | Stephanie          |                                     |
| 2006 | Off the Black                  | Nancy              |                                     |
| 2016 | Quest                          | Sheila             |                                     |
| 2017 | Night Call                     | Kadedra Domek      | Curta-metragem; produtora-executiva |
| 2018 | After Everything               | Dr. Beatty         |                                     |

### Televisão
| Ano          | Título                            | Papel                                  | Notas                                    |
| ------------ | --------------------------------- | -------------------------------------- | ---------------------------------------- |
| 2004         | The Jury                          | Faith Ward                             | Episódio: "Mail Order Mystery"           |
| 2005         | Law & Order                       | Alana Sinclair                         | Episódio: "Obsession"                    |
| 2005         | Law & Order: Trial by Jury        | Diane Harris                           | Episódio: "Pattern of Conduct"           |
| 2005         | Rescue Me                         | Coma Boy's Mom                         | Episódios: "Shame" and "Believe"         |
| 2005         | Law & Order: Special Victims Unit | Sarah Miller                           | Episódio: "Night"                        |
| 2006         | Conviction                        | Dr. Donner                             | Episódio: "Madness"                      |
| 2006         | Law & Order: Special Victims Unit | Alma Cordoza                           | Episódio: "Cage"                         |
| 2007–08      | Law & Order                       | Advogada Bocanegra                     | Episódios: "Murder Book" e "Tango"       |
| 2007         | Damages                           | Felicia Marquand                       | 8 episódios                              |
| 2006–08      | The Wire                          | Presidente do Concelho Nerese Campbell | 11 episódios                             |
| 2009         | Kings                             | Thomasina                              | 12 episódios                             |
| 2009         | Bored to Death                    | Ava                                    | Episódio: "Stockholm Syndrome"           |
| 2009         | The Good Wife                     | Thalia Ramsey                          | Episódio: "Lifeguard"                    |
| 2010         | Gossip Girl                       | Martha Chamberlain                     | Episódio: "Goodbye, Columbia"            |
| 2014         | Satisfaction                      | Lauretta                               | Episódio: "Through Revelation"           |
| 2015         | American Crime                    | Det. Chris Thompson                    | Episódios: "Episode One" e "Episode Two" |
| 2015–present | Chicago Med                       | Nurse Maggie Lockwood                  | Papel principal; 170 episódios           |
| 2016         | Chicago Fire                      | Nurse Maggie Lockwood                  | Papel recorrente; 9 episódios            |
| 2016         | Chicago PD                        | Nurse Maggie Lockwood                  | Papel recorrente; 5 episódios            |